# Otto Katz
Pour les articles homonymes, voir Katz.
Otto Katz, aussi connu sous le nom de André Simone, né le 27 mai 1895 à Jistebnice (Autriche-Hongrie) et mort le 3 décembre 1952 à Prague (Tchécoslovaquie), fut l'un des plus importants agents d’influence de l'URSS stalinienne dans les milieux intellectuels et artistiques des démocraties occidentales pendant les années 1930 et 1940.
Connu pour ses nombreux pseudonymes, ses talents de séducteur, son cynisme et l’ampleur de son champ d’action, de Saint-Germain-des-Prés à Hollywood, du Mexique à Londres, il participe à toutes les grandes campagnes de désinformation du Komintern dans les années 1930, sous la direction de Willi Münzenberg qu’il finit par supplanter après l’avoir épié comme officier du NKVD.
Il devient un espion international inconditionnellement fidèle à Staline et, contrairement à nombre des intellectuels juifs communistes qui animent à cette époque le Komintern, il accepte le Pacte germano-soviétique et se voit chargé de certaines politiques secrètes de Staline. Son nom est cité, avec de forts soupçons mais sans preuves décisives, aussi bien dans l'assassinat de Léon Trotski, comme agent traitant de Ramon Mercader, que dans celui, supposé, de Willi Münzenberg retrouvé pendu dans une forêt française. Diverses liquidations voulues par Staline lors de la guerre d’Espagne lui sont également imputées.
Il est inculpé, sous le nom d'André Simone, lors des procès de Prague, dits procès Slansky, et finit pendu dans l'enceinte de la prison de Pankrác vers trois heures et demi du matin. Sa dépouille est ensuite incinérée et ses cendres dispersées le long d'une route gelée au sud de Prague.

## Biographie

### Milieu familial et études
Le jeune Otto naît le 27 mai 1895 à Jistebnice. La famille juive germanophone de son père Edmund Katz, fait partie de la communauté juive prospère de la ville. Un oncle d’Otto, Leopold Katz (cs), est un historien et juriste célèbre pour avoir découvert le Cantionnaire de Jistebnice (en), recueil de psaumes hussites appelant à la Réforme. « Il est connu comme le mécène de l'Académie tchèque des arts et des sciences et l'un des chefs du mouvement judéo-tchèque ». La mère d'Otto, Franstika Piskerova, meurt en 1900 après avoir donné naissance à trois fils (Léopold en 1891, Robert en 1893 et Otto), et son père, homme d'affaires prospère, se remarie avec une trentenaire allemande, Otilie Schulhof. La famille monte à Prague où les affaires familiales prospèrent et s'installe ensuite à Pilsen, près des activités industrielles.
Après des études classiques à Prague où il se révèle doué pour les langues (il en parlera couramment cinq : l'allemand, le tchèque, l'anglais, le français et le russe), il rejoint en 1913 l’Académie impériale de Vienne où il se passionne pour l'affaire Redl. Il ne finit pas ses études et est envoyé par son père suivre une formation militaire. Pendant la Première Guerre mondiale, on lui refuse le grade d’officier en raison des sympathies socialistes développées à Vienne. Mobilisé, blessé le soir de Noël 1914, il déserte deux fois et fait plusieurs mois d'arrêts en forteresse.
Démobilisé en janvier 1919, il occupe un emploi à Pössneck en Thuringe avant de rejoindre la « Meva » une société métallurgique de Prague.

### Vie de bohème
Le jeune Otto préfère de loin la littérature, le théâtre, les jolies actrices et toute la vie culturelle de Prague qui est très active à cette époque. Grâce à l'argent paternel, il publie quelques poèmes à compte d'auteur. Rudolf Fuchs, un écrivain juif allemand, le pousse à devenir écrivain. Il fréquente les cafés à la mode, l’Arco et le Continental, où se bouscule la jeune intelligentsia qui ne parle que révolution sociale ou artistique. Il est proche d'Egon Kisch dont il partage les opinions politiques communistes. Aidé par une pension versée régulièrement par son père, il côtoie l'avant-garde (Franz Kafka, Max Brod, Franz Werfel) et mène joyeuse vie tout en adhérant en 1922 au Parti communiste allemand.
Il épouse une actrice gauchiste, Sonya Bogsová, mais leurs activités communistes sont surveillées par les autorités pragoises, ce qui les incite à s'installer à Berlin en 1921. Malgré la naissance d'une fille Petra, le couple ne survivra pas à l'agitation que connaît la capitale allemande des années 1920.

### L’action d'agitprop avec Willi Münzenberg
En 1924, une rencontre avec Babette Gross (de), la grande-sœur de Margarete Buber-Neumann, permet à Otto Katz de rencontrer Willi Münzenberg dont elle se déclare l'épouse. Ce dernier devine ce qu'il va pouvoir faire de ce jeune dandy désireux de servir la cause de l'Union soviétique et l'associe à ses nombreuses entreprises.
Willi Münzenberg a été choisi par Lénine en 1921 pour superviser la propagande communiste en Occident. Il a rapidement découvert les grandes lois de l'agitprop et de la communication politique, et les a mises en application avec beaucoup de brio. Il s’appuie sur l'émotion et les bons sentiments pour susciter des comités de défense et de soutien, et s’implique adroitement dans la négation des violences de la « terreur rouge » et de la collectivisation. L’argent collecté sera systématiquement détourné au service de l’URSS. Il sait qu’il faut se cacher derrière des faux-nez, et ne jamais parler comme porte-parole officiel de l’URSS. Il mobilise et manipule les milieux artistiques, communautaires, littéraires, grâce à des publications prétendument indépendantes et des organisations de façade. Très tôt il a découvert que l’image et le film mentent mieux qu’un beau discours. Il dirige directement ou indirectement plusieurs officines de production de cinéma. Cynique, il ne considère pas la vérité comme importante et ne s’intéresse qu’à l’effet politique du résultat en faveur de l’URSS. La « famille Philipov », une « famille moyenne soviétique » de pure fiction, sera mise en scène pour faire croire partout que le communisme a réussi, que les ouvriers soviétiques sont pleinement heureux et ont un niveau de vie proche voire supérieur à celui de l’ouvrier américain.
Münzenberg a besoin d’agents pour coordonner toute cette machinerie de désinformation. Katz devient son meilleur émule avant d’être l’œil du NKVD dans ses entreprises, puis son successeur. Il le lance  à Berlin dans l’entourage d’Erwin Piscator, un metteur en scène avant-gardiste et crée le Piscator bühne sur les ruines provoquées du Volksbühne. L’objectif est de mettre la nouvelle avant-garde au service indirect de l’Union soviétique. Il monte le « brave soldat Chveïk » qui connait un certain succès. Il se fait de nombreuses relations dans le milieu théâtral communiste, notamment avec Bertolt Brecht qui reprendra cette pièce en 1946 sous son nom. Finalement l’entreprise tourne court et Otto Katz est considéré comme le responsable de la faillite.
Otto Katz est alors nommé responsable de l’Universum Bücherei, un club du livre, une organisation de façade soviétique, chargé d’attirer les écrivains allemands progressistes. Il en profite pour écrire et faire publier par un éditeur dirigé par Willi Münzenberg un premier livre : Neun Männer im Eis, l’histoire de l’expédition Nobile sauvée par le brise-glace soviétique « Krassine ». L’exercice lui permet de glorifier l’URSS et de vilipender ceux qui n’ont pas voulu sauver l’aventurier. Il lui fait aussi comprendre qu’il ne sera jamais un grand écrivain, tout en lui offrant une profession qui figurera sur beaucoup de ses passeports.
Il s'occupe donc de mobiliser les autres écrivains en faveur de l'URSS via des entreprises comme le Volksbuch qui vise à donner la meilleure image possible de l'URSS sans pour autant lui être inféodée, en faisant intervenir des auteurs non communistes : un art dont il deviendra maître.
Le 7 décembre 1931, il épouse Ilse Klagemann, membre du parti communiste allemand qui devient rapidement sa secrétaire
Les nazis, à partir des élections de 1930, se mobilisent contre les communistes. Pressé par la police allemande et le fisc à la suite de la faillite du Piscator Bühne, Otto Katz part pour Moscou comme directeur de la branche allemande de Mirabom-Russ, une société cinématographique créée par son mentor.

### Séjour à Moscou
Katz rejoint Moscou avec son épouse. Il supervise un ouvrage sur le quinzième anniversaire de l’URSS, publié dans les grands journaux allemands de Willi Münzenberg : Welt am Abend et Berlin am Morgen. Il couvre pour la radio allemande le 1er mai à Moscou. Il multiplie les éloges à Staline.
Il entre à l'École internationale Lénine, école militaire dont il sort affilié à l'OGPU, puis au NKVD. Il est devenu un « officier loyal du régime ». Ce n’est plus un amateur mais un dur, un espion estampillé comme tel chargé de subvertir les démocraties. Il sait tout du régime de Staline et de ses crimes qui à l’époque ravagent l’URSS, notamment l’Ukraine où l’on compte des millions de morts, mais estime que l’« on ne fait pas d’omelette sans casser des œufs » et ne reviendra plus sur son engagement stalinien.

### L’incendie du Reichstag
L'arrivée d'Hitler au pouvoir et surtout l'incendie du Reichstag vont donner à Münzenberg les moyens d'associer condamnation du nazisme et propagande pro-soviétique.
Willi Münzenberg échappe de peu, avec Babette Gross (de), à la campagne d'arrestations lancée par les Nazis. Katz le rejoint à Paris avec l’objectif de consolider l’influence soviétique au détriment des socio-démocrates et des trotskistes, en s’appuyant sur l'antifascisme.
La « conférence pour la Paix » d'Amsterdam en août 1932 permet aux deux hommes de s’ouvrir de nombreuses portes, notamment en Angleterre. L'organisation faux-nez appelée « Comité d’aide aux victimes du nazisme » est présidé par Lord Marley, vice-président de la Chambre des lords, chief-Whip du parti travailliste après que le pseudo « Rudolph » Katz l'ait convaincu. Au total, Otto Katz se cache derrière une vingtaine de pseudonymes. 
Il entreprend la rédaction d'un livre de propagande qui va connaître un succès mondial. Il s'agit de démonter la campagne nazie visant à faire des communistes et de l'URSS les commanditaires de l'incendie du Reichstag. Le titre : Livre brun sur l'incendie du Reichstag et la terreur hitlérienne (les éditions du Carrefour, dirigées par un pacifiste juif allemand, Pierre Levi, qui a le cœur à gauche mais n’est pas communiste). Il ne faut pas que le livre apparaisse pour ce qu’il est : une entreprise d’intoxication conduite par l’Union soviétique.
C’est le journal allemand Der Gegen Angriff, édité par des exilés, qui annonce la parution du livre. De nombreuses personnalités françaises, anglaises, allemandes et même américaines sont associées plus ou moins directement à l'œuvre dont le prix Nobel de Littérature Romain Rolland, Henri Barbusse, André Gide. 
« Le Livre brun » alterne les preuves recouvrées et d’autres inventées ». On fait sans aucune preuve de Van der Lubbe, arrêté sur les lieux de l’incendie, un giton d'Ernst Röhm, piloté par l'amant de ce dernier Edmund Heines qui se serait éclipsé dans un souterrain menant à la propriété de Göring. On déclare que certes Van der Lubbe a été communiste mais « qu’il a rompu et qu’il a été vu prenant la parole lors d’un meeting fasciste », ce qui est faux. Göring devient donc le responsable de l'incendie. La seconde partie du livre est une suite de témoignages parfois réels, parfois inventés sur ce qui se passe réellement en Allemagne nazie. Le succès international est prodigieux et Otto Katz, soi-disant poète et dramaturge, connait un succès sans précédent.
Cette opération d'agit-prop rencontre une autre initiative majeure, la création du « Comité d’aide aux victimes du fascisme allemand » qui épaule d’autres créations du même genre comme le « Comité mondial des étudiants contre la guerre et le fascisme » qui offre à l'URSS une influence décisive à Oxford et Cambridge. 
Il permet de créer des faux procès notamment à Londres et de faire une propagande massive pendant tout le temps du procès de Van der Lubbe.
L’organisation d’un contre-procès monté avec des compagnons de route et des notables trompés, est un autre triomphe de la propagande soviétique. Il servira de modèle à bien d’autres procès, congrès, conventions, également dirigés par des dupes ou des compagnons de route. En l’occurrence, selon Jonathan Miles, « Le livre brun participe d’un habile tour de passe-passe pour dissimuler les ouvertures feutrées de Staline à Hitler ». D’ailleurs Dimitrov, qui deviendra le nouveau Secrétaire général du Komintern, et les autres cadres soviétiques incarcérés dans le cadre de l’incendie du Reichstag seront finalement libérés.
Le Livre Brun marque le sommet de la désinformation soviétique en Europe, favorisée par la répulsion que le régime d’Hitler provoque dans de nombreuses couches de la société. Désormais et pour des décennies, quiconque critiquera l’Union soviétique sera un « fasciste ». En juin 1935, Otto Katz organise à Paris le premier Congrès des écrivains pour la défense de la culture, qui voit se presser beaucoup de notables des arts et des lettres. Le Front populaire est constitué dès l’été. La France signe un traité d'amitié avec l'URSS.

### Hollywood
À Hollywood, c’est sous le pseudonyme de Rudolph Breda que Katz se présente comme un « combattant de la liberté qui rallie les cœurs et les dons » et qui est capable de dénoncer le nazisme en six langues. Il parcourt les États-Unis en tous sens, en multipliant les organisations antinazies et les appels aux dons, sans jamais mentionner l'URSS.
C’est à Hollywood que ses efforts vont porter. La capitale du cinéma américain est un point névralgique dans la stratégie du Komintern, « un point cardinal dans l'orbite communiste où l'on peut susciter des initiatives et semer la propagande. »
Rudolph Breda crée la ligue antinazie de Hollywood en s’appuyant sur les réfugiés allemands qu'il connaît (Fritz Lang, Billy Wilder, Ernst Lubitsch, Marlène Dietrich) et parvient à mobiliser les plus grandes stars comme Greta Garbo et Charlie Chaplin. Des réunions fastueuses sont données où se pressent tous ceux qui comptent à Hollywood. Un journal de propagande, Hollywood Now, est publié. Des opérations de vindicte publique sont montées contre par exemple Leni Riefenstahl qui se voit refuser un contrat, ou contre la fille de Mussolini.
Cependant la manipulation soviétique est découverte. Ernst Lubitsch s'en aperçoit le premier. En 1940, le FBI n'a plus de doute que le Comité est un faux-nez communiste et que les sommes récoltées sont détournées.
Le faux Breda, devenu un personnage qui inspirera plusieurs films (Un jour viendra, Casablanca avec le personnage de Victor Lazlo, joué par Paul Henreid) a déjà quitté les États-Unis, envoyé par Staline sur un autre front : la guerre d'Espagne.

### La guerre d’Espagne
Otto Katz commence par un coup d’éclat : la découverte dans une officine nazie de Barcelone de papiers révélant l’ensemble de l’organisation nazie en Espagne et ses objectifs. Il les fait passer en France et permet une propagande intense sur le thème du soutien nazi à Franco. Il prend ensuite le contrôle l'Agence Espagne, qui fait de lui un journaliste, et qu'il met au service de la propagande soviétique.
Willi Münzenberg et Otto Katz pilotent la désinformation sur la guerre d’Espagne. Les méthodes sont habituelles : un Comité international d’aide au peuple espagnol est créé, qui multiplie les appels aux dons, et permet de cacher l’activité des agents d’influence soviétiques derrière ces commodes paravents. Staline cherche à renforcer son contrôle sur les brigades internationales dont les volontaires se voient confisquer leurs passeports, officiellement pour les garder à l’abri, mais qui servent aux agents soviétiques pour pénétrer aux États-Unis. Les volontaires qui voudraient renoncer au combat sont envoyés dans des camps de rééducation mis en place très rapidement par les Soviétiques en Espagne. Ils ont à y affronter un double risque mortel : le front et la police secrète de Staline. Les massacres de trotskistes et d'anarchistes commencent, car Staline n'a pas l’intention de laisser se développer en Espagne un régime gauchiste au détriment du gouvernement du Front populaire.
Depuis Paris, Katz joue le rôle principal pour la dénonciation des trotskistes comme « espions fascistes », voleurs et brigands. Au côté de l'espion soviétique Alexandre Orlov, il joue un rôle central dans l'assassinat d'Andres Nin, dans le démantèlement du POUM (dont Nin était le chef) et dans la répression de ses adhérents barcelonais à partir de mai 1937. Il favorise ainsi les activités de répression d'André Marty, qui se vantera d’avoir exécuté lui-même plusieurs centaines de personnes. 
Par ailleurs Katz fait libérer Arthur Koestler, tombé entre les mains des franquistes, et l'aide à publier Un testament espagnol, qui consacrera l’auteur comme un grand écrivain. 
Katz participe aussi au transfert de l'or espagnol à Moscou. Sous le masque du journaliste André Simone, Katz utilise une partie de cet or pour financer ses activités de propagande et payer des pots-de-vin à différents organes de presse français qui relaient « une belle moisson de mensonges ». De l'organisation de visites d'écrivains sur le terrain au soutien du tournage de différents films sur la guerre d’Espagne, de conférences en articles, l’activité de Simone est incessante. Il écrit lui-même (sous le pseudonyme Le Diplomate Inconnu) son propre livre, L’Angleterre en Espagne.
Avec une autre partie de l'or espagnol, Otto Katz crée un quotidien parisien, Ce soir, qui complète les 70 journaux et périodiques d'influence soviétique déjà actifs en France. Le but est de gagner aux idées soviétiques une frange la plus large possible de l'opinion modérée. À ce moment, Otto Katz supplante son ancien maître Willi Münzenberg, devenu suspect aux yeux de Staline pour avoir osé douter du bien-fondé de la campagne de purges menée à Moscou : ravageant les rangs des révolutionnaires historiques et du Komintern, celle-ci s’ajoute aux massacres liés à la répression stalinienne en Espagne, provoquant de nombreuses ruptures. Le Pacte germano-soviétique achève de « réveiller » de nombreux serviteurs de la cause soviétique en Europe (Mûnzenberg, Koestler, Regler...).
Otto Katz a accepté ce Pacte. Son rôle devient plus celui d’un espion chargé des basses œuvres que celui d’un intellectuel organisant la désinformation : il devient un élément de la politique de répression de Staline contre les « renégats et les trotskistes ». Il s’agit de vilipender et si possible éliminer tous les anciens compagnons de route qui refusent d’avancer plus loin dans la complicité avec un régime dont le caractère totalitaire et les convergences pratiques avec le nazisme deviennent de plus en plus évidentes. La lutte devient interne au « camp communiste » et prend l’allure de multiples règlements de compte. La mort de Münzenberg, dont le corps est retrouvé décomposé avec une corde autour du cou, reste un mystère ; mais de nombreux soupçons portent sur un assassinat commis par le NKVD, informé par l’agent chargé de surveiller son ex-patron : Otto Katz.
Dans le contexte du Pacte germano-soviétique, le 3 janvier 1940 Otto Katz est expulsé de France. Il y revient clandestinement mais doit fuir après la débâcle des armées françaises (épisode qu’il raconte dans Les hommes qui ont trahi la France), et s’installe aux États-Unis où il publie J’accuse qui connaît un succès de librairie.

### Le Mexique
En avril 1939, il se rend à New York, officiellement pour récolter des fonds pour la cause antifasciste, officieusement pour organiser la traque de l'agent renégat Whittaker Chambers. Il est arrêté par les services de l'Immigration, mais ses amis parviennent à payer la caution pour le libérer. Expulsé des États-Unis à la fin de l'année 1940, Otto Katz est envoyé par Staline au Mexique avec pour mission d'activer la propagande soviétique sur un continent qui porte des espoirs de révolution.
Trotski meurt trois jours avant l'arrivée de Katz. Mais diverses sources, notamment le FBI, ou certains de ses anciens amis dégoûtés du stalinisme comme Gustav Regler, ainsi que la veuve de Trotski Natalia Sedova, voient sa main derrière son assassinat.
En même temps qu'il tente de staliniser les révolutionnaires d'Amérique latine, Otto Katz continue à animer à distance ses réseaux aux États-Unis. Il fait plusieurs voyages clandestins à Hollywood, où beaucoup de scénaristes ont des sympathies pro-communistes et où les grandes stars participent sans difficulté aux appels aux dons. Après l'attaque de Hitler contre Staline, ce dernier (surnommé « Uncle Joe ») est de plus en plus présenté sous un jour favorable à l'opinion publique américaine, phase qui facilite le travail de Katz et qui s'achèvera avec le début de la « guerre froide » et de la « chasse aux sorcières ».

### Retour à Prague
Le 21 mars 1946, les Katz arrivent à Prague, conformément aux ordres de Staline. Sous le nom d’André Simone, Otto devient un collaborateur de Rudé právo, le grand journal communiste praguois. Cette couverture lui permet d’animer certaines opérations de propagande en France, avant qu’il soit finalement nommé rédacteur en chef du journal.
Il y développe toutes les thèses staliniennes : Pacte germano-soviétique prétendument signé uniquement pour « gagner du temps », massacre de Katyń « perpétré par les nazis », Goulag « pure invention de la propagande trotskiste ou impérialiste », prétendue indépendance du gouvernement Gottwald (cs), rejet du plan Marshall, dénonciations diverses. Il participe au maquillage de l'assassinat de Jan Masaryk (cs) en suicide. La cause de la mort de Masaryk reste controversée : aucune preuve n'a jamais été trouvée qu'il se soit agi d'un assassinat. Même les auteurs les plus anti-soviétiques sont réservés sur ce point
Le MI5, par l’intermédiaire de son agent Milicent Bagot, a tenté de cerner le rôle exact d'Otto Katz à Prague, notamment à partir des déclarations d’un agent de haut rang du Komintern, Louis Giberti : « Il est sinon le chef du moins le porte parole d’une organisation de type Komintern, qui agit en apparence depuis Paris, mais en vérité depuis Prague. On pourrait aller jusqu’à postuler qu’il gère l’ensemble des stratégies communistes à l’Ouest, y compris celles des partis nationaux, mais il semble plus probable qu’il contrôle les initiatives qui ne relèvent pas du Parti ». Il est à noter que siègent à Prague plusieurs « organisations de masse » soviétiques comme l'Union Internationale des Étudiants, UIE ou la Fédération mondiale de la jeunesse démocratique (FMJD).

### Condamnation à mort
Otto Katz, âgé de 57 ans, sait quasiment tout sur la politique stalinienne et ses réseaux. De plus, il est d'origine bourgeoise et juive. Or l'état d'Israël se rapproche de plus en plus du bloc de l'Ouest, tandis que Prague dispose désormais d’une jeune génération de communistes staliniens ambitieux et aguerris. Pour Staline, le temps est venu de « purger » à son tour ce fidèle exécutant, après tant d’autres depuis 1934. De plus, depuis la sécession titiste, Staline a besoin de réaffirmer son autorité sur les partis des pays satellites de l'URSS en frappant un nouveau grand coup sur quelques boucs émissaires. Le « cosmopolite » Otto Katz fera l'affaire : on le découvre subitement « sioniste » et « agent des britanniques ». Il complète opportunément la liste des inculpés du procès de Prague, au premier rang desquels Slansky, l'un des grands exécuteurs des tâches répressives staliniennes dont l'exécution est susceptible de faire réfléchir les autres dirigeants des pays de l'Est. Ironiquement, Katz avait été l'un des premiers à se réjouir publiquement de l'arrestation de Slansky fin novembre 1951.
Le 11 juin 1952, Katz est à son tour arrêté après avoir été exclu du Parti. Sa résistance à la torture est faible et en quinze jours son acte d'accusation est bouclé, le prisonnier avoue tout ce que l’on veut. Staline a convoqué Klement Gottwald pour mettre en place la scénographie du procès qui fait l’objet d’une répétition générale hors caméra. L’acte d’accusation est finalement ratifié par Moscou. La comédie de justice commence le 20 novembre 1952 sous les flashs. Les personnes jugées sont des « traîtres, titistes, sionistes et nationalistes bourgeois » : « Ils ont fondé au service des impérialistes américains et sous la direction d'agences de renseignements de l'Ouest un Centre de conspiration contre l'État ».
Rudé právo couvre d’injures son ancien directeur et « la fange incarnée dans des créatures humaines ». Katz récite d’une voix monocorde tout ce que le parti a décidé qu’il devait dire, uniquement pour ne plus être torturé. Il se déclare « agent triple » et ne conteste pas l'accusation d’avoir « instauré des foyers d’accueil au Royaume-Uni pour recruter et former des agents britanniques et américains au moyen d’activités culturelles, films et conférences ». C'est en fait très exactement ce qu’il faisait, à ceci près que les agents ainsi formés travaillaient pour l'Union soviétique. Ses derniers mots lors de l'audience sont : « J'implore le tribunal d’État de m’infliger la peine la plus sévère ». Le 27 novembre 1952, lui et dix autres accusés sont condamnés à mort. Le 3 décembre 1952, il est le troisième — après Bedřich Geminder (en) et Otto Šling (en) — à monter sur la potence. Il est pendu à 3 h 34 (UTC+1) et déclaré mort à 3 h 40 (UTC+1). Comme pour les autres suppliciés, sa dépouille est incinérée et ses cendres dispersées le long d'une route gelée au sud de Prague. Staline meurt l'année suivante.
En 1963, sept ans après la prétendue « déstalinisation », le Comité central du Parti communiste tchécoslovaque (cs) déclare que tous les condamnés du procès de Prague étaient « innocents de tous les chefs d’accusation ». Le 30 avril 1968, le président Ludvík Svoboda lui remet à titre posthume l'ordre de la République (cs). 

## Principaux pseudonymes d'Otto Katz
- André Simone
- André Simon
- Otto Simon
- O.K. Simon
- Simon Katz
- Joseph Katz
- Rudolph Katz
- Rudolph Breda
- Rudolf Breda
- John Willes

## Publications
- (en) André Simone (pseud.) (préf. Frank Owen (en)), J'accuse !, the men who betrayed France, London, Right book Club, 1941, 256 p. (BNF 32301144)
- André Simone (pseud.) (trad. Pierre Delarue), Les hommes qui ont trahi la France, Paris, Hier et aujourd'hui, 1946, 290 p. (BNF 31371160)